# JR東日本E657系電車
E657系電車（E657けいでんしゃ）は、東日本旅客鉄道（JR東日本）の交直流特急形車両。

## 概要
常磐線の特急用車両である651系・E653系の置き換えおよび車種統一によるサービス向上を目的として導入された。
2012年（平成24年）3月3日に臨時特急「復興いわきフラガール号」で営業運転を開始し
、同年3月17日実施のダイヤ改正から上野駅 - いわき駅間の「スーパーひたち」10往復と、上野駅 - 勝田駅間の「フレッシュひたち」4往復、上野駅 - 土浦駅間の「フレッシュひたち」下り1本で定期運用を開始した。
当初は10両編成16本が導入された。その後、上野東京ライン開業に合わせて2014年に1本（K17編成）
、常磐線全線運転再開に伴う運用増加に伴い2019年（令和元年）に2本（K18・K19編成）が新製・増備された。
製造は日立製作所・近畿車輛・総合車両製作所横浜事業所が担当した。

## 構造

### 車体
アルミニウム合金によるダブルスキン構造を採用した。E259系の構体をベースに、交流区間用の高圧機器を屋根上に搭載するため屋根高さを105 mm低下させてE653系と同じ高さとしている。
先頭構体は、近畿車輛によってデザインされたクラッシャブルゾーンを設けたFRP製で、歴代の常磐線特急型電車と同様に階上に運転席を上げた高運転台構造を採用している。651系・E653系に見られた前面愛称表示器は備えていない。
塗装は、赤みを帯びた白■をベースに、窓回りに黒を、窓下に紅梅色■の帯を配し「白梅・赤梅」を表現している。裾部と前面スカートには薄紫■を配する。
側面の行先表示器にはフルカラーLEDが採用され、列車名・行先・座席種別・号車番号のほか、E233系と同様に次の停車駅も表示する。
約1年半の短期間における大量増備だったため増備中の大きな変更点はないが、外観で認識できる差異として前面スカートの分割方式の変更がある。これは現場の意見を取り入れたもので、事故発生時の早期復旧や救援時の処置時間短縮を目指し、スカートの交換を容易にするため一体型から三分割方式に変更し、蓋の固定方式をねじ止め方式からパッチン錠に変更。K9編成からは新製時より施工されている。
両方の先頭車では当初からスカート形状に違いがあり、連結器下に蓋があるのがいわき方先頭車で、現在は付属編成はないが、図面によればこちらに電気連結器が描かれ、将来の併結を考慮したものとされる。

### 車内
各座席にはノートパソコンを置くことが可能なテーブルとコンセント（100 V/60 Hz）を設置し、WiMAX（モバイルWiMAX）を利用したブロードバンド環境が整備されている
。車内自動放送装置が搭載されているほか、車内案内表示器にはフルカラーLED式を採用し、行き先・停車駅案内などのほか、列車運行情報やニュースなどを配信する。
編成定員は600人（グリーン車30人、普通車570人）。シートピッチは普通車960 mm、グリーン車1,160 mm。
奇数号車にはトイレ（男性用小便器＋洋式便器）・洗面所を備え、5号車は電動車椅子対応となっている。
普通車の座席は霞ヶ浦のおおらかなうねりをイメージした模様になっていて、グリーン車の座席には梅の花の柄が入っている。座席表地は普通車、グリーン車ともに龍村美術織物製が使用されている。
2015年（平成27年）3月14日のダイヤ改正での新たな着席サービス用として、座席上の荷物棚に指定席の発売状況が確認できる座席情報ランプが設置された。この座席情報ランプは、2013年（平成25年）10月から2015年（平成27年）3月にかけて順次改造工事が行われた（K17編成以降の編成は当初より設置）。その他、2019年（令和元年）に増備されたK18・19編成は当初から車内灯がLEDで、スピーカーも変更があった。

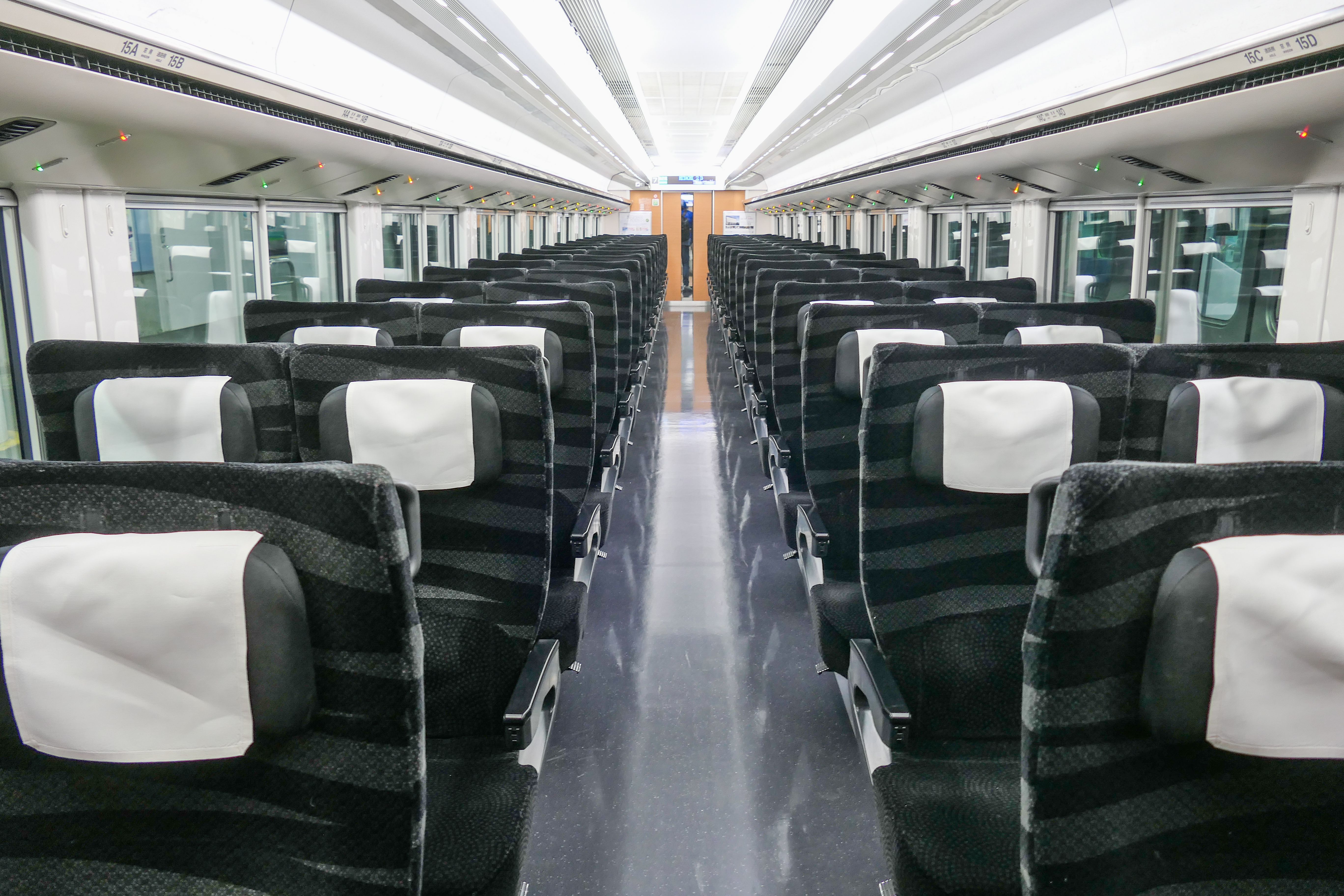
普通車車内（モハE656-102）
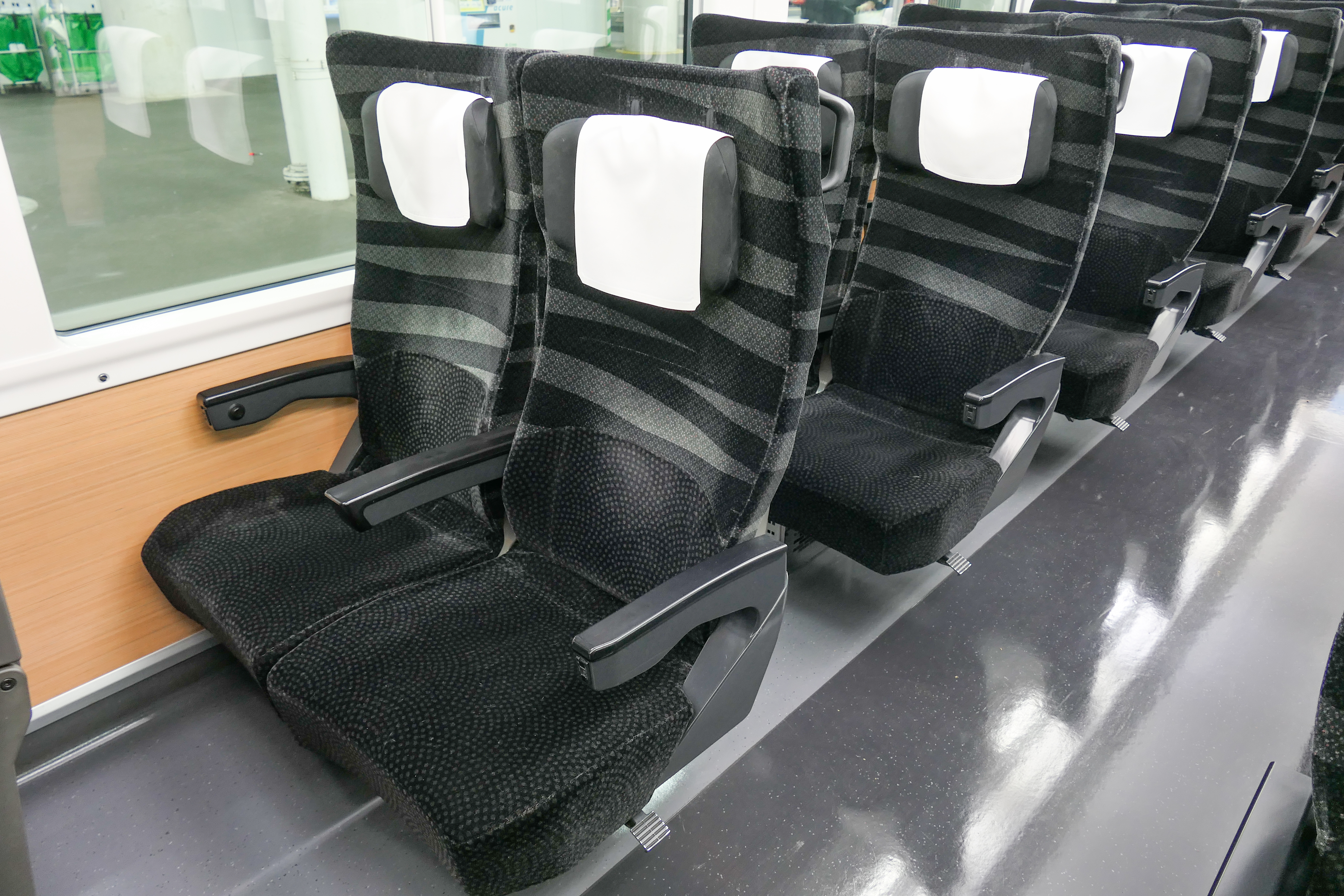
普通車座席
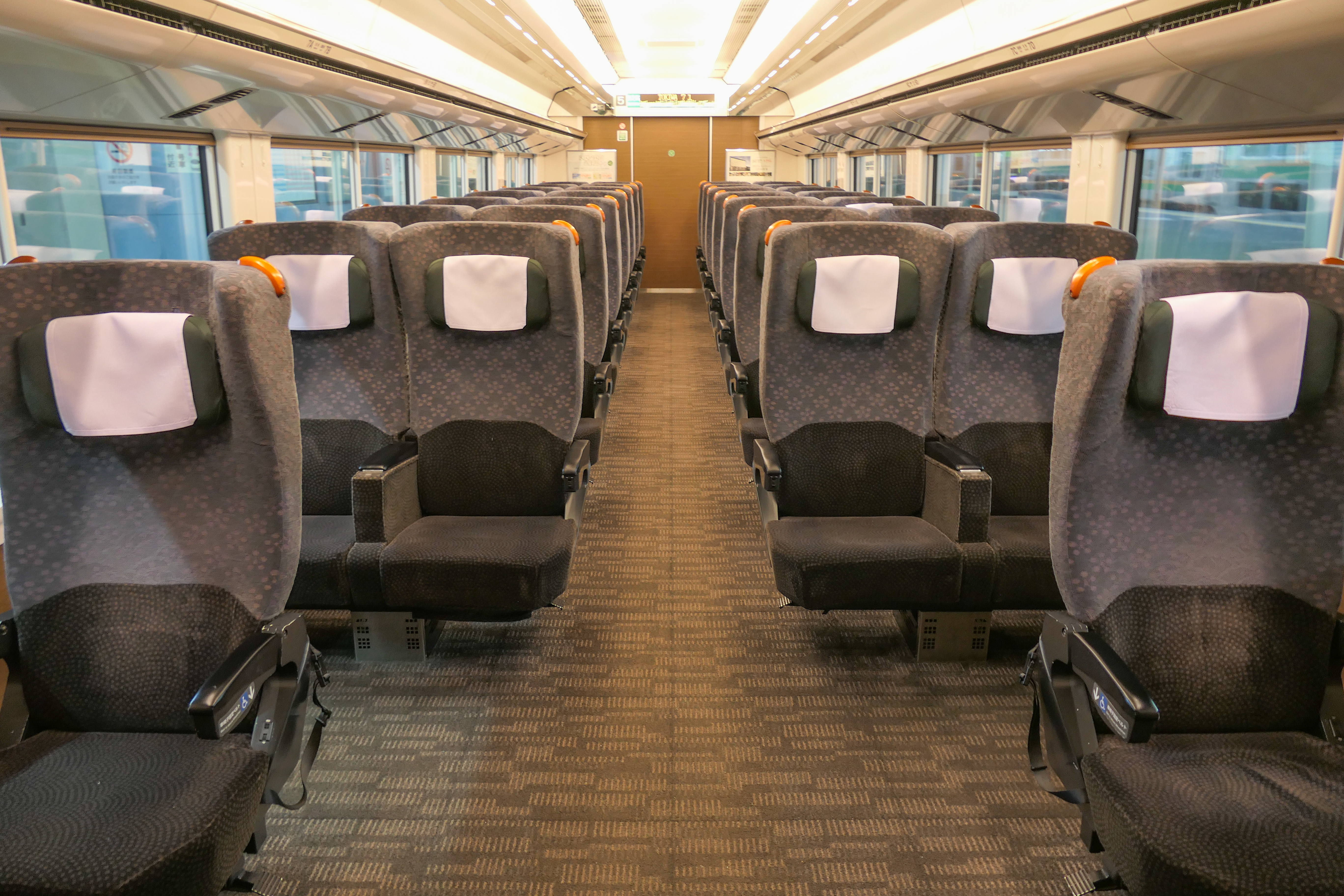
グリーン車車内（サロE657-5）
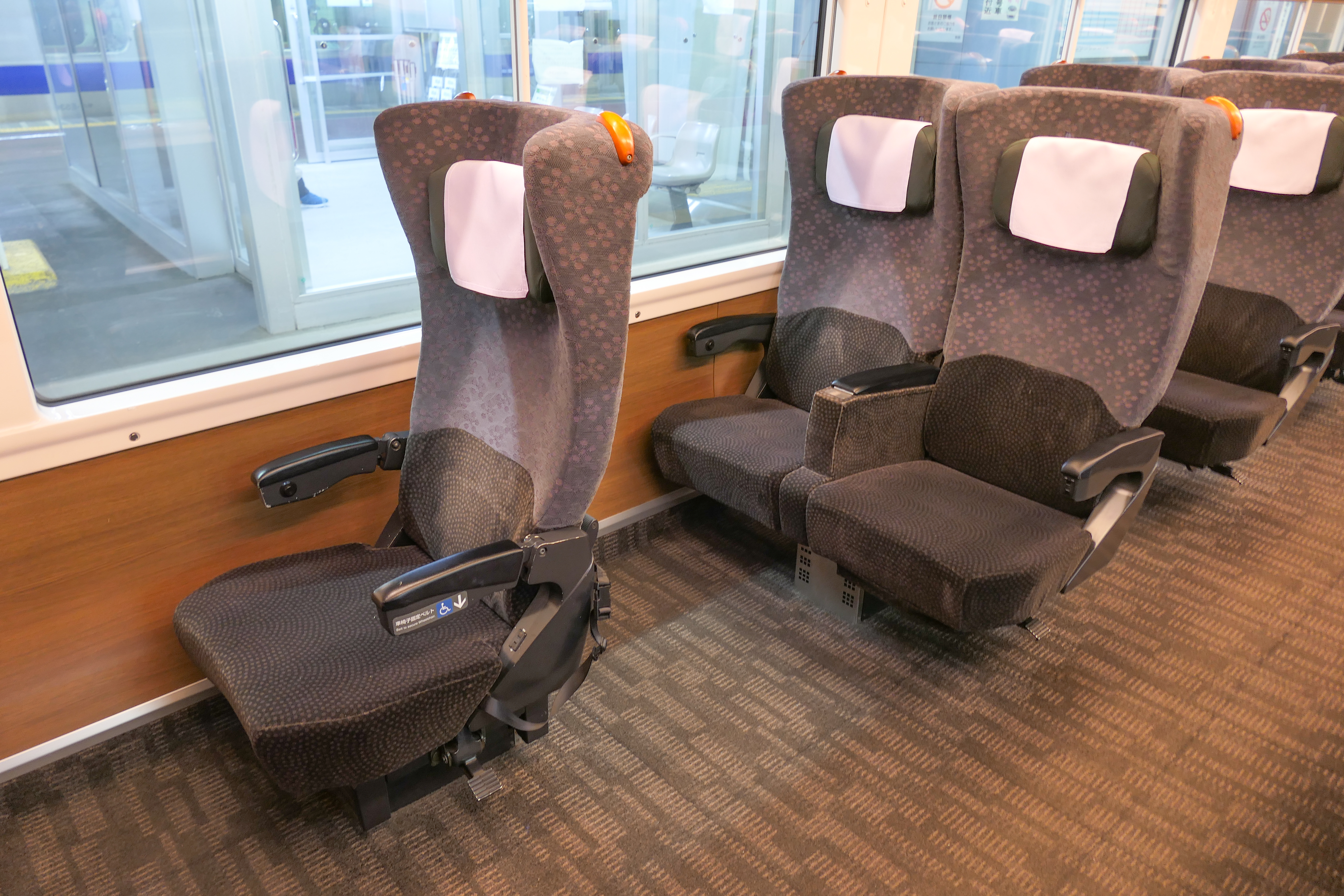
グリーン車座席
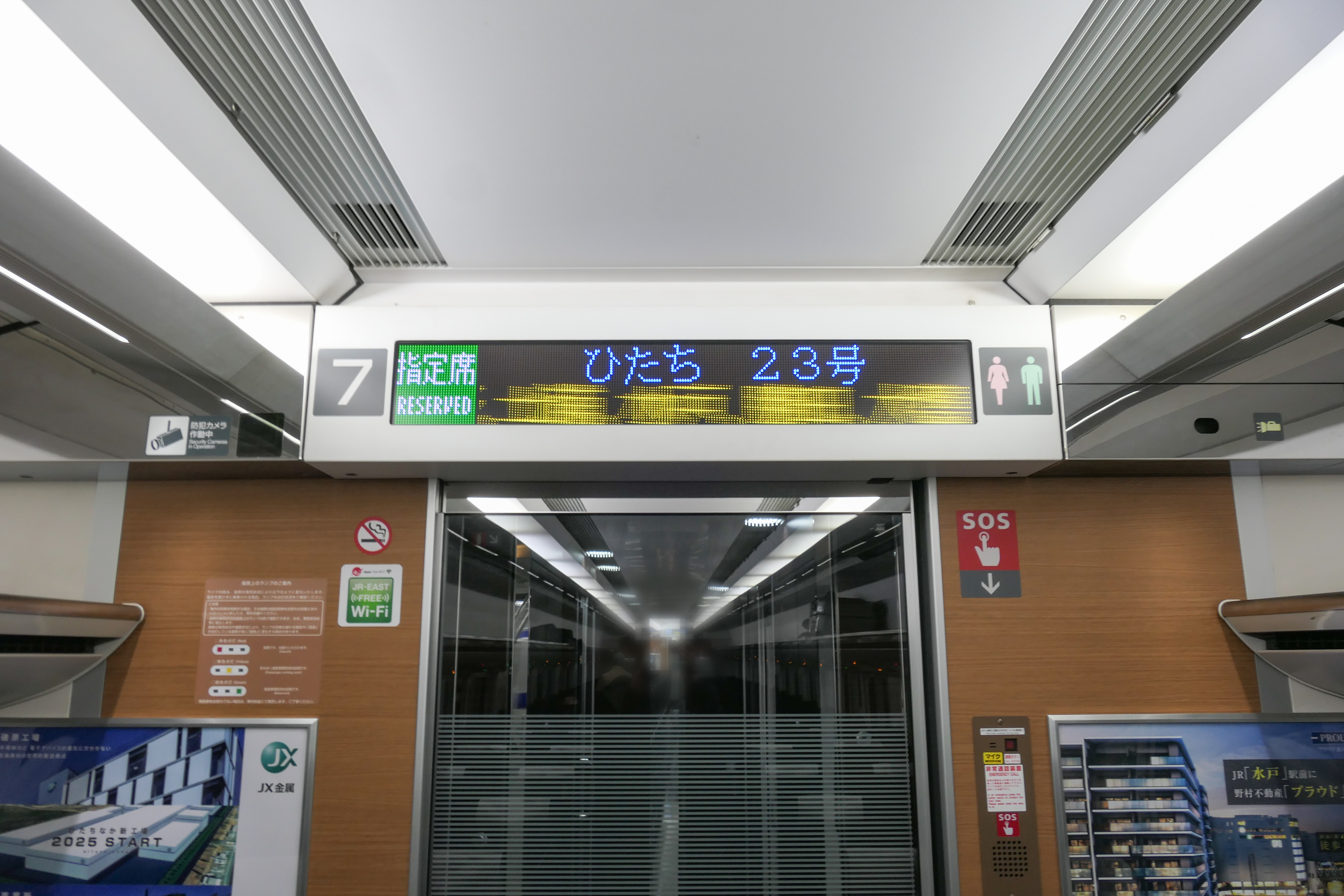
車内案内表示器と防犯カメラ
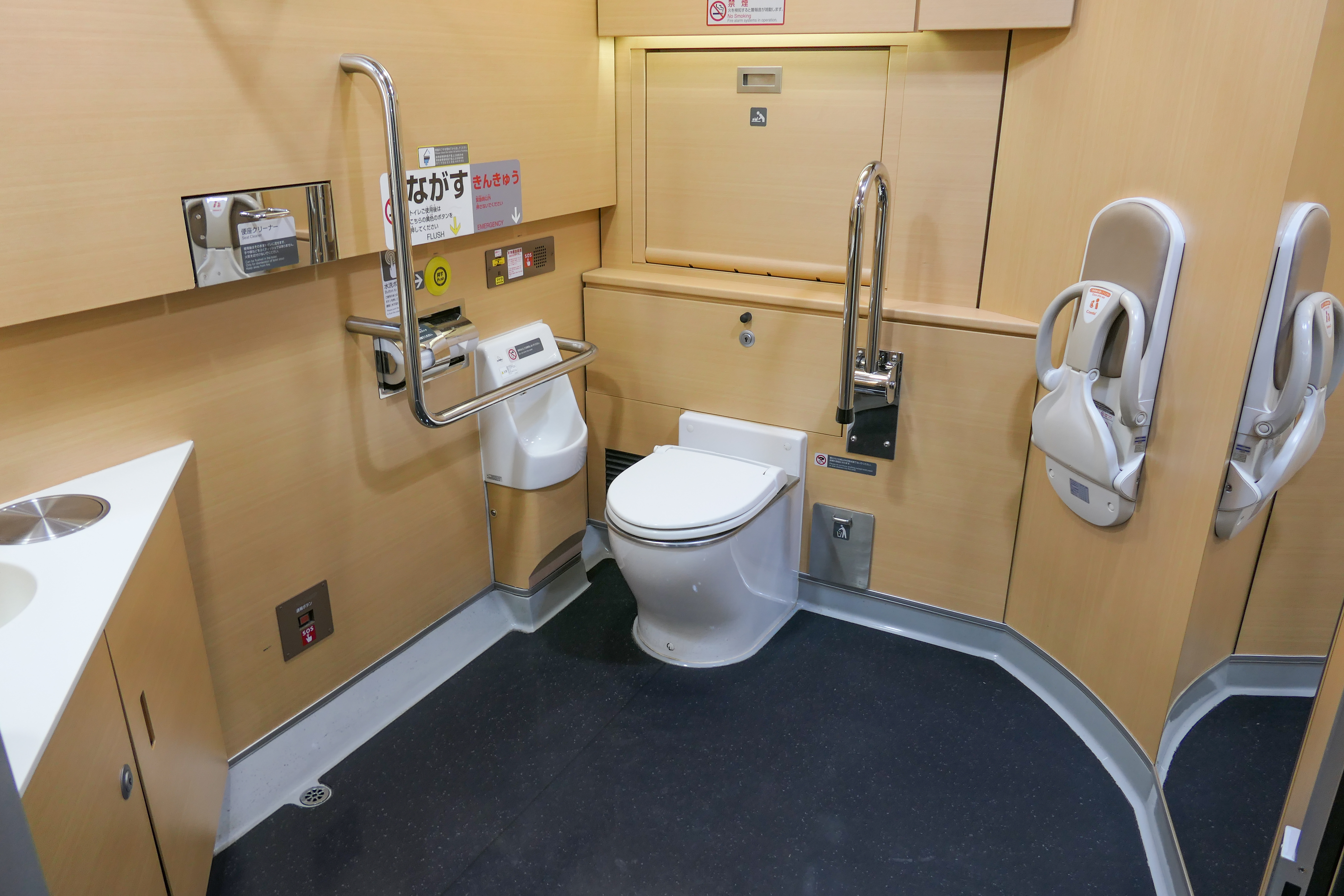
5号車の電動車椅子対応トイレ

### 主要機器
モハE657形とモハE656形で電動車ユニットを組み、先頭車2両・中間車2両の4両の付随車を含んだ6M4Tの10両で編成を構成する。制御方式は、PWMコンバータ装置とVVVFインバータ装置を1つにまとめた主変換装置を搭載しており、日立製作所製の低損失IGBT素子を用いたVVVFインバータ制御により
、VVVFインバータ装置1基で4基の電動機を制御する1C4M構成となっている。交流区間では、変圧器で降圧された後にPWMコンバータ装置で直流に整流されVVVFインバータ装置に送られるが、直流区間では、変圧器とPWMコンバータ装置を介さず、架線からの電力がVVVFインバータ装置に直接に送られる。
補助電源装置は三相交流440 V、260 kVAの容量を有する三菱電機製IGBT素子使用の静止形インバータ（SIV）SC95形をM2車に搭載し、編成全体で同期運転させることにより冗長性を確保している。また、サロE657形を除く付随車にはスクリュー式電動空気圧縮機（MH3130-C1600S1）を装備している。
台車は軸梁式ボルスタレス台車を採用する。電動車はDT78、付随車はTR263を使用する。耐寒耐雪性能を向上させ、ヨーダンパを装着する。
集電装置は、シングルアーム式パンタグラフ（PS37A）をモハE657形（M1車）の前位（いわき寄り）に搭載し、1編成で3台搭載する。屋根上機器が多いため予備パンタグラフはない。
電動車の屋根上には抵抗器が搭載できるように準備工事がなされている。これは将来において閑散線区への転用を想定し、現在使用している回生制動が使用できない場合でも電気制動を使用できるようにするため。
空調装置（AU734）は集中式で各車両の屋根中央に1基設置される。冷房時の能力は41.9 kW（36,000kcal/h）。
最高速度は130 km/hで、先頭車とグリーン車には新幹線E2系や「成田エクスプレス」用E259系で採用されているフルアクティブサスペンションを搭載し、車体間ダンパを全車に装備することで乗り心地の改善を図った。
将来の耐寒耐雪構造強化のため床下機器にカバーが付けられるよう取り付け台座があり、カバーが付けやすいように機器を配置している。

## 形式
- モハE657形（M1）

中間電動車で、モハE656形とユニットを組む。主変圧器・交直補助制御箱・主変換装置・集電装置などを搭載する。
- モハE656形（M2）

中間電動車で、モハE657形とユニットを組む。トイレ・洗面所を備え、主変換装置・静止形インバータ装置（SIV）などを搭載する。

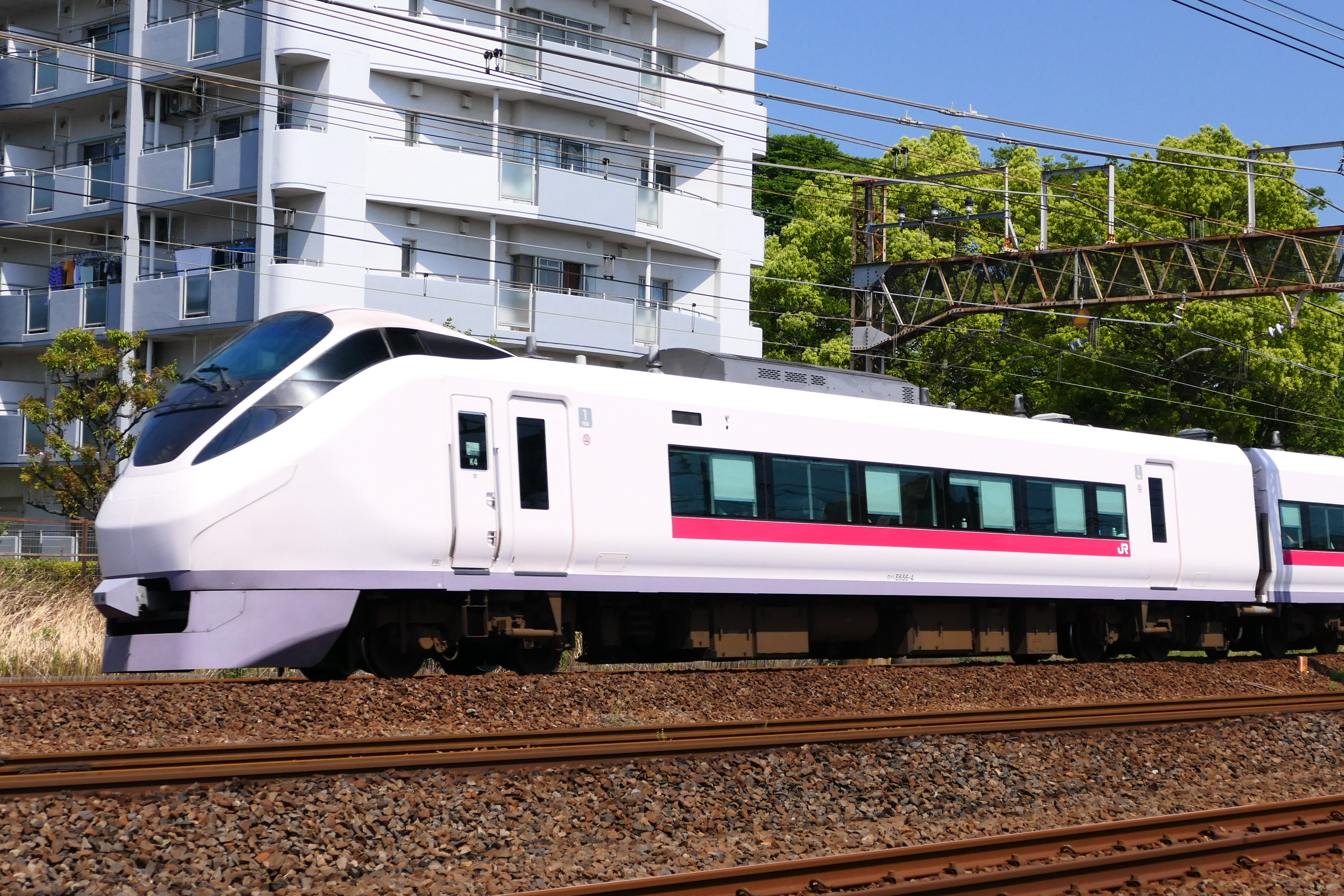
クハE657形（Tc）
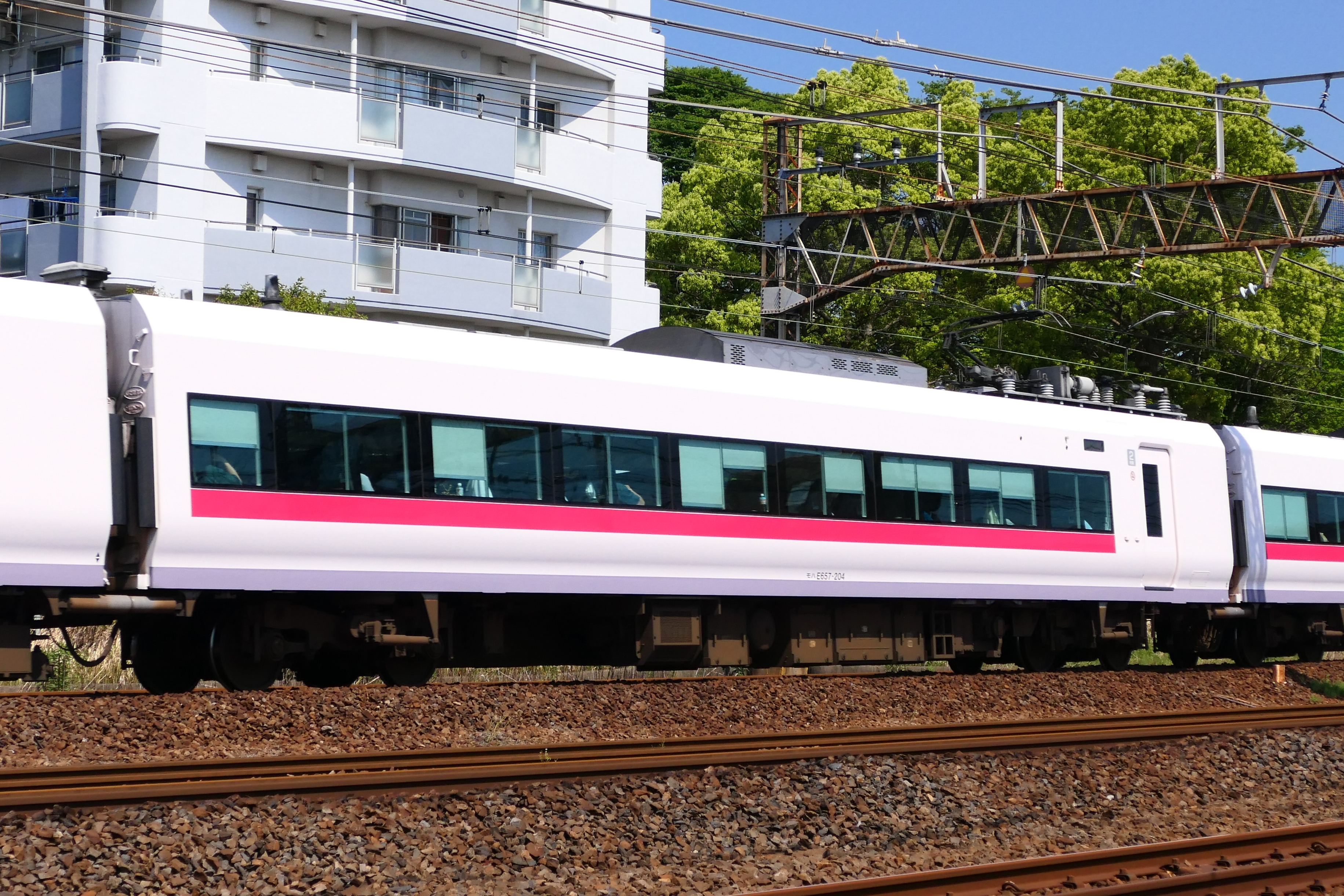
モハE657形200番台
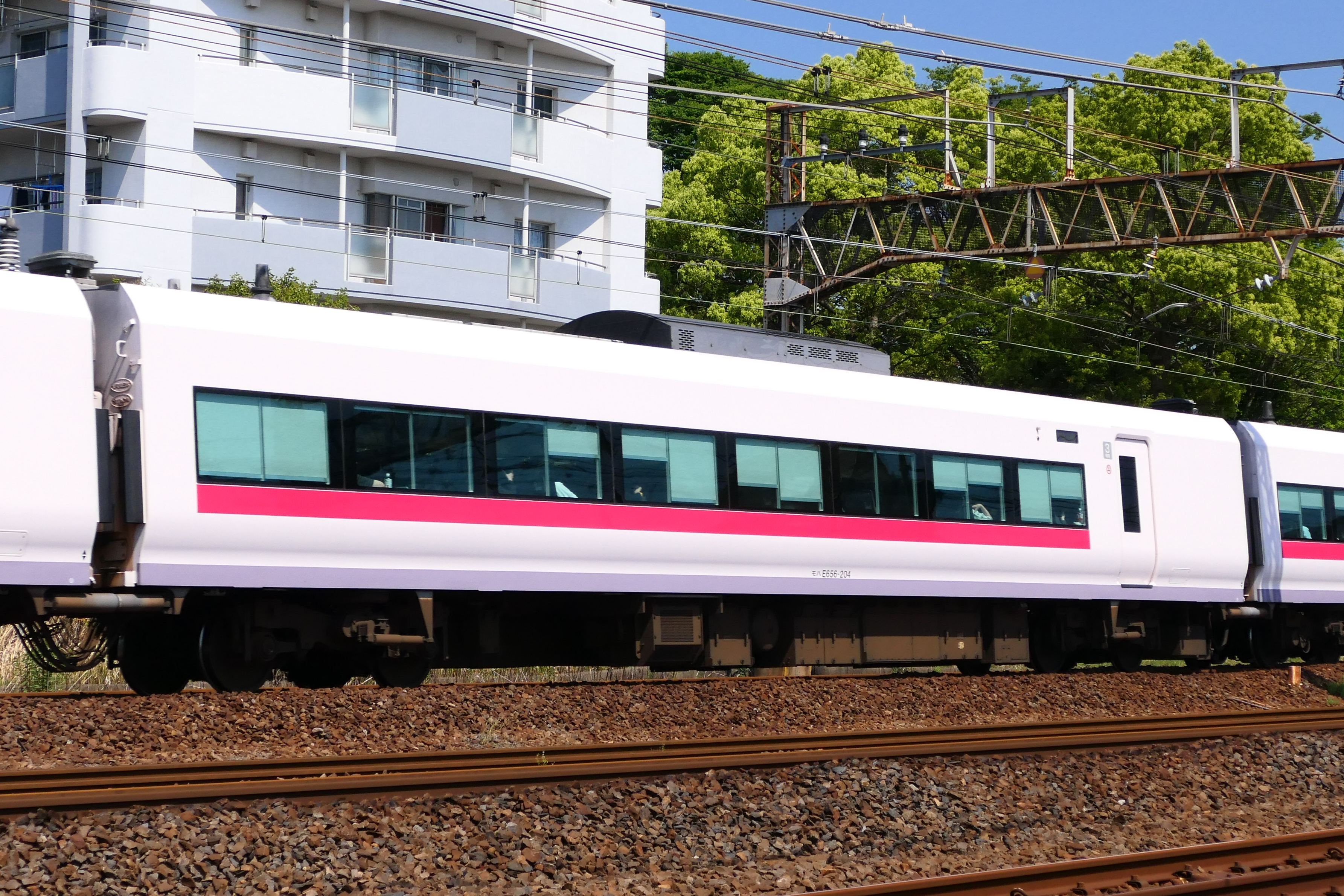
モハE656形200番台
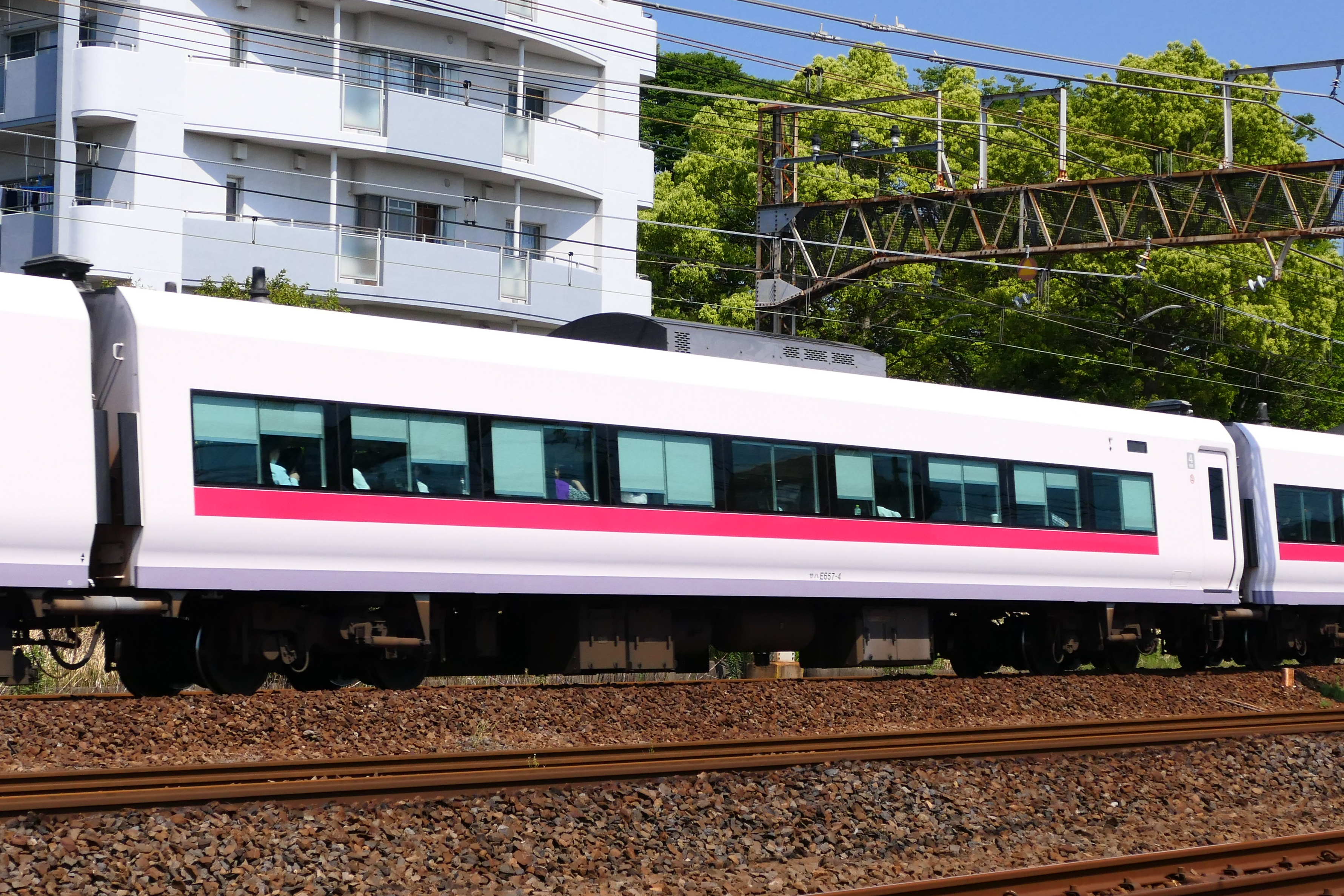
サハE657形
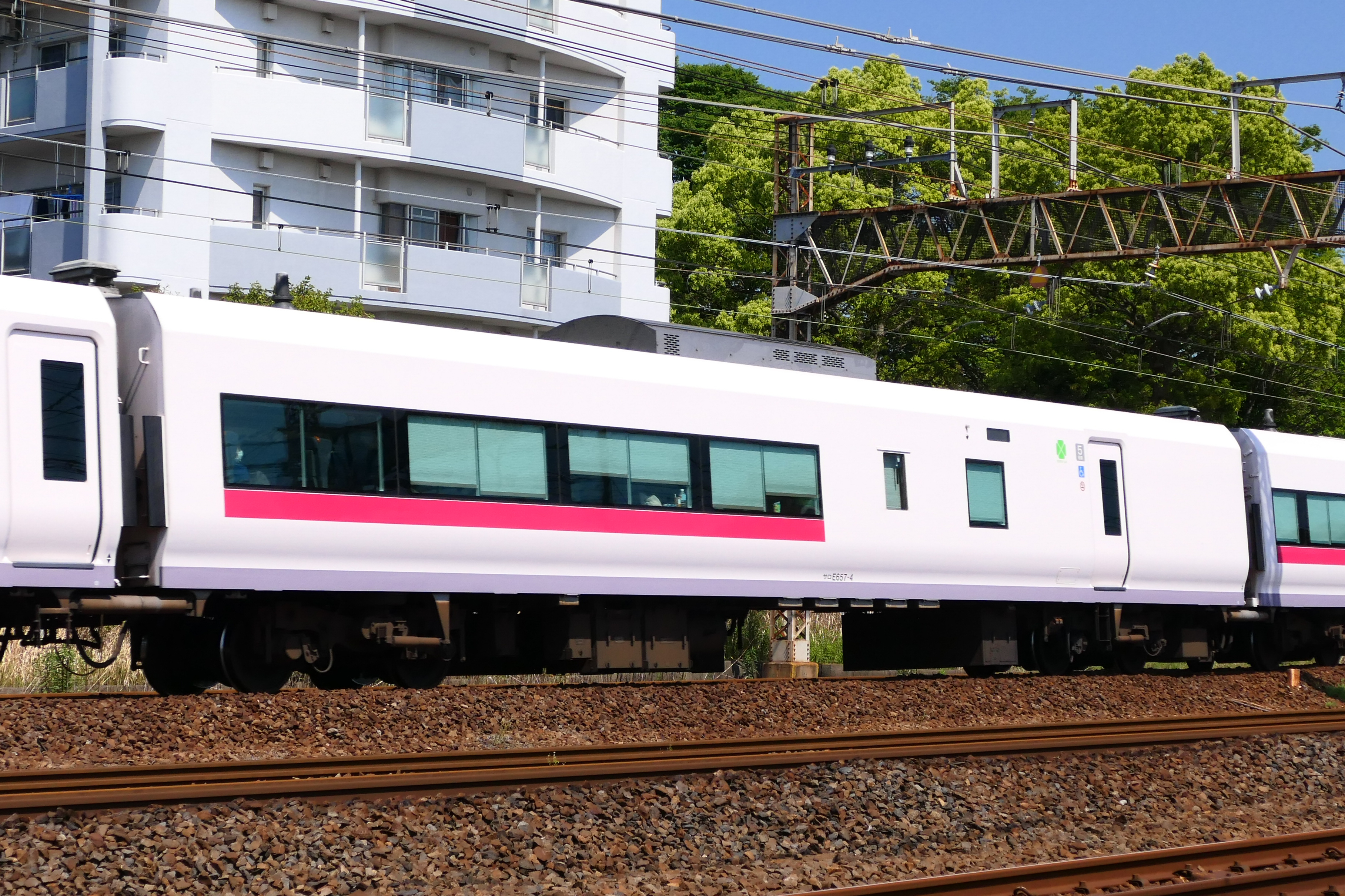
サロE657形
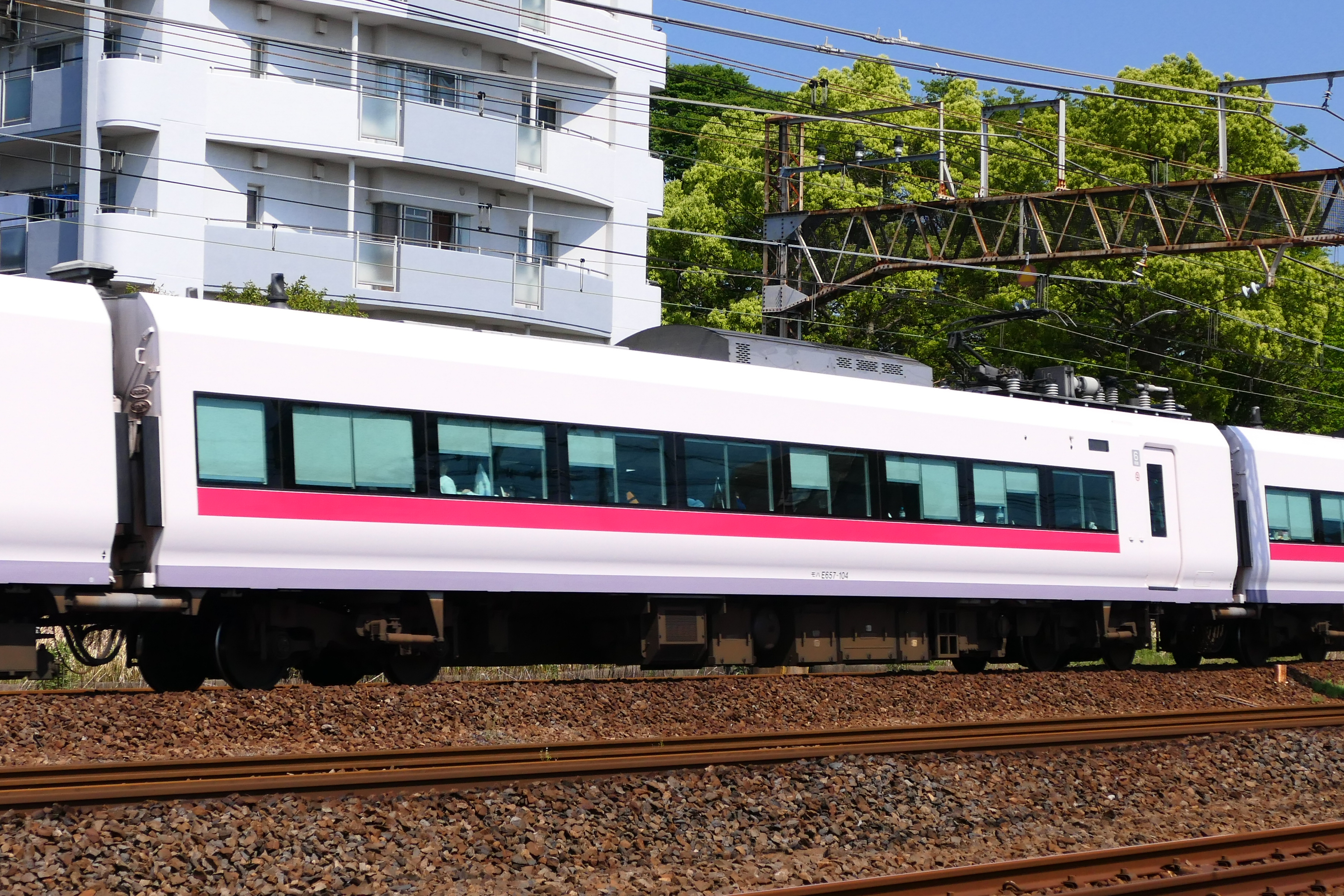
モハE657形100番台
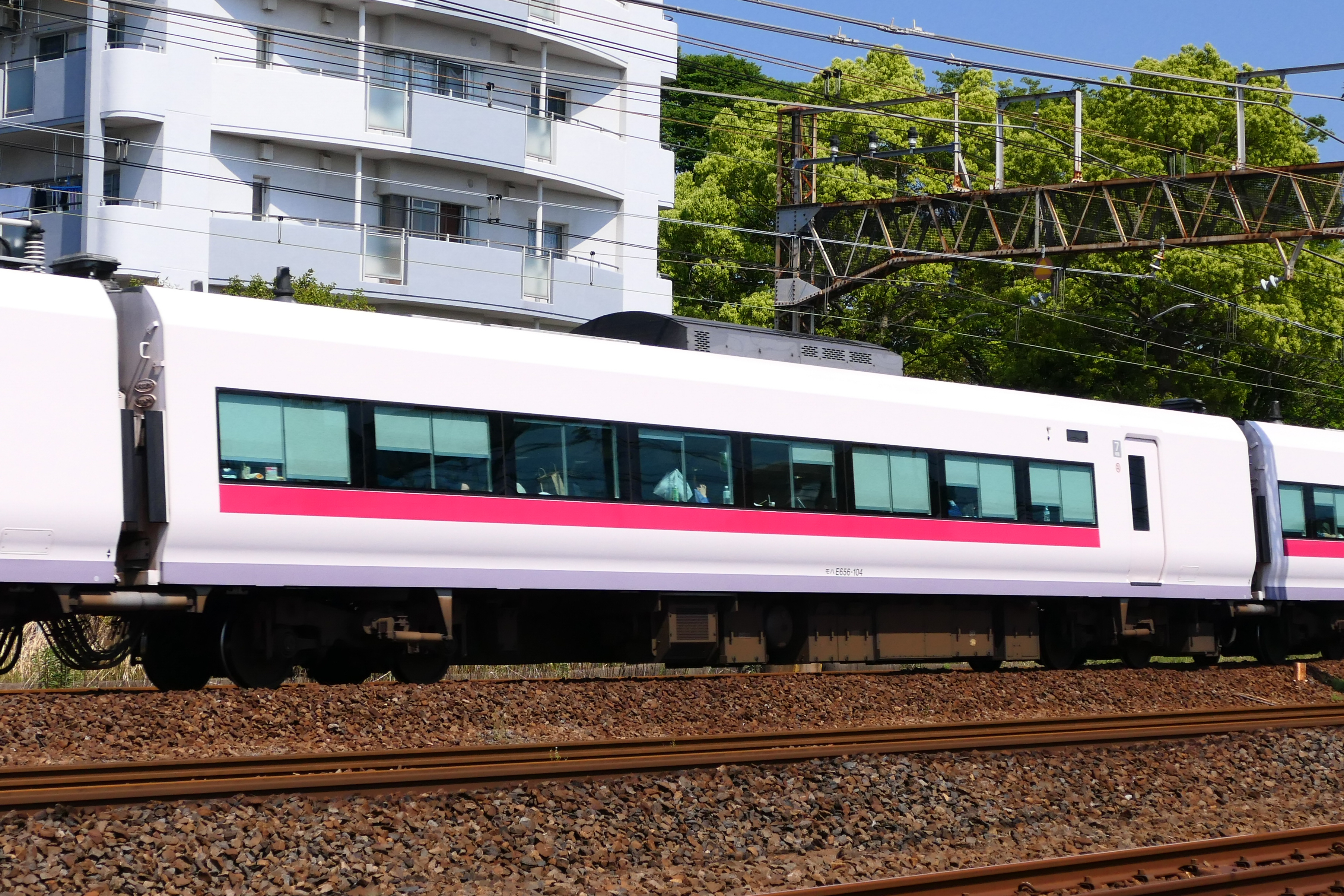
モハE656形100番台
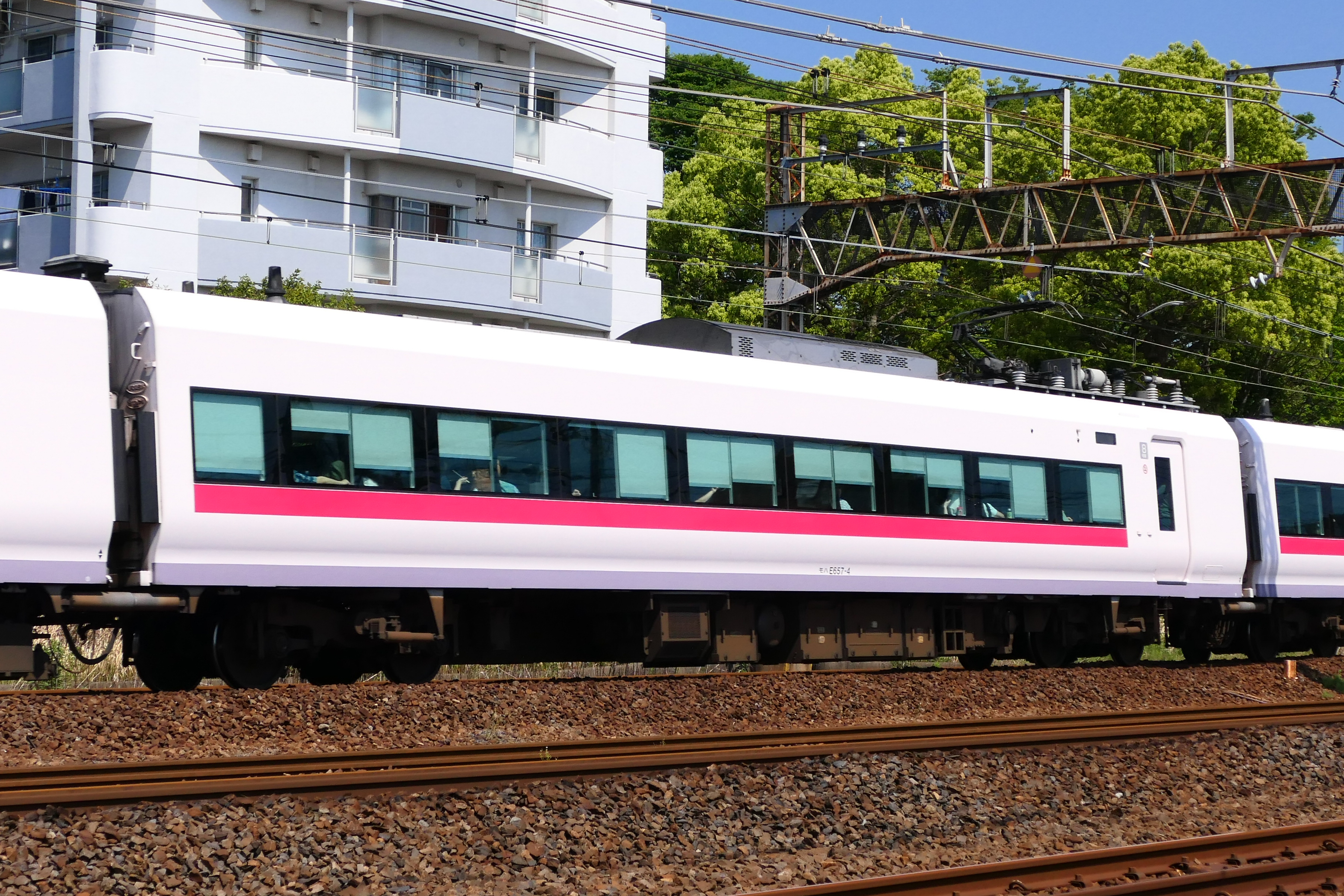
モハE657形0番台
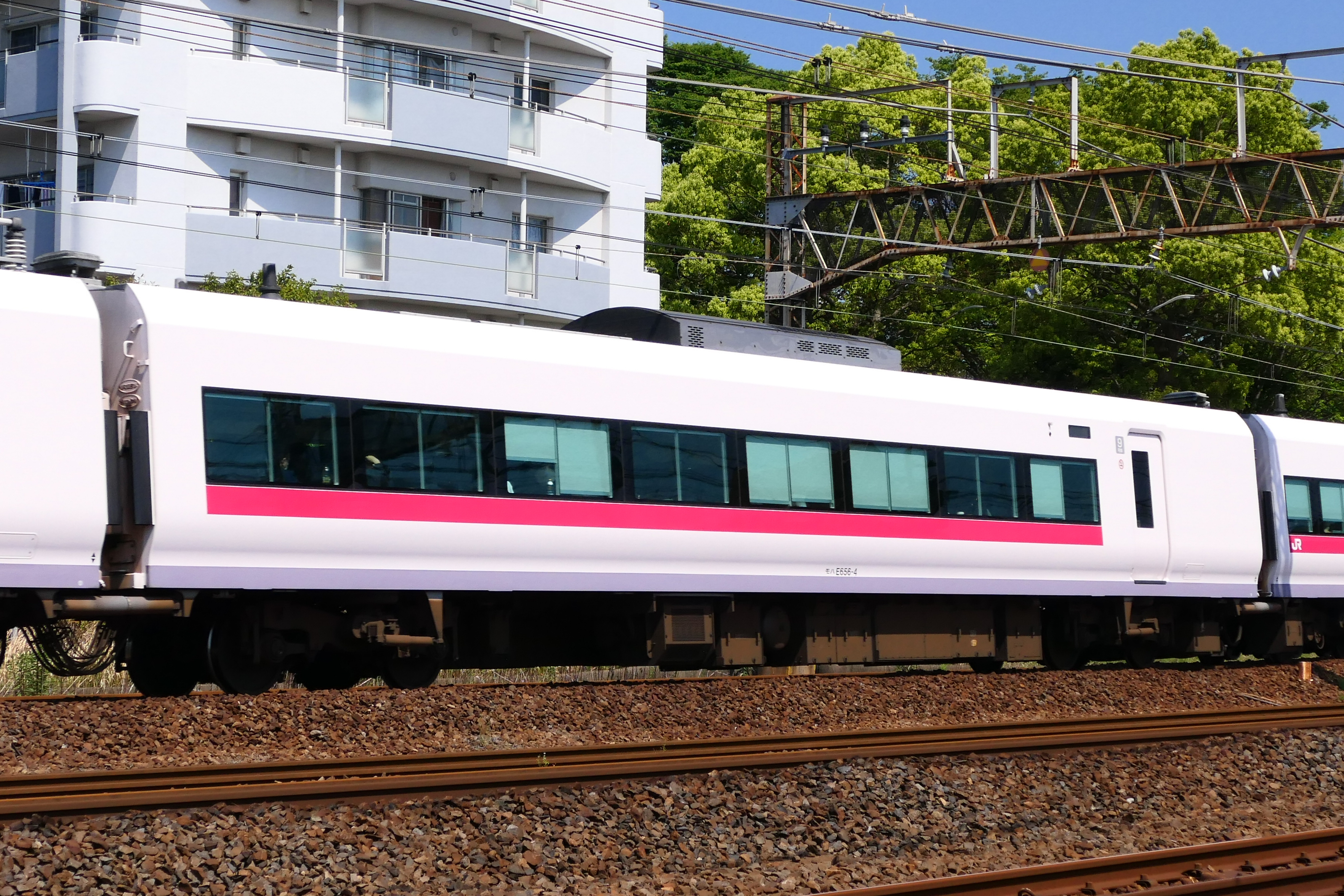
モハE656形0番台
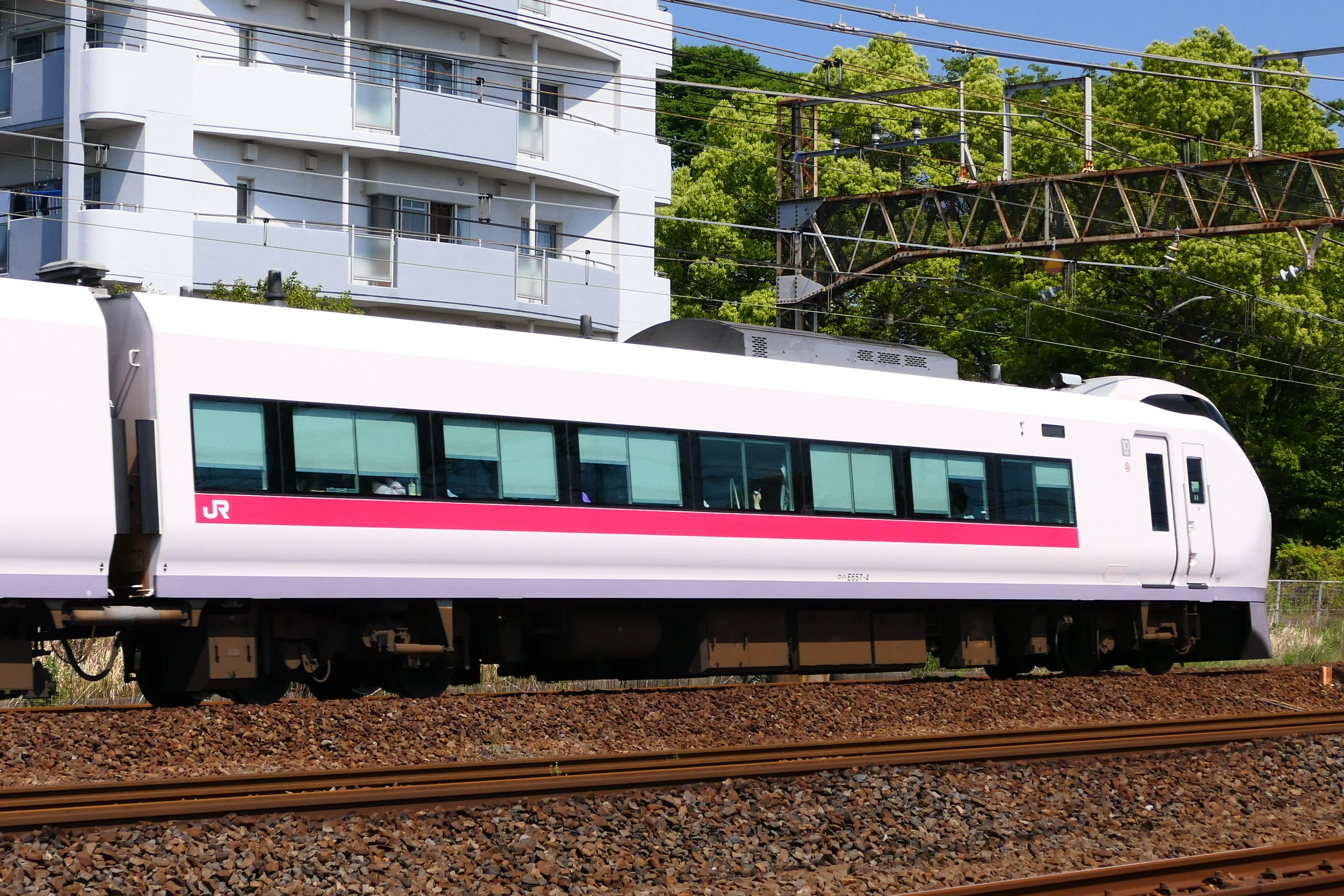
クハE657形
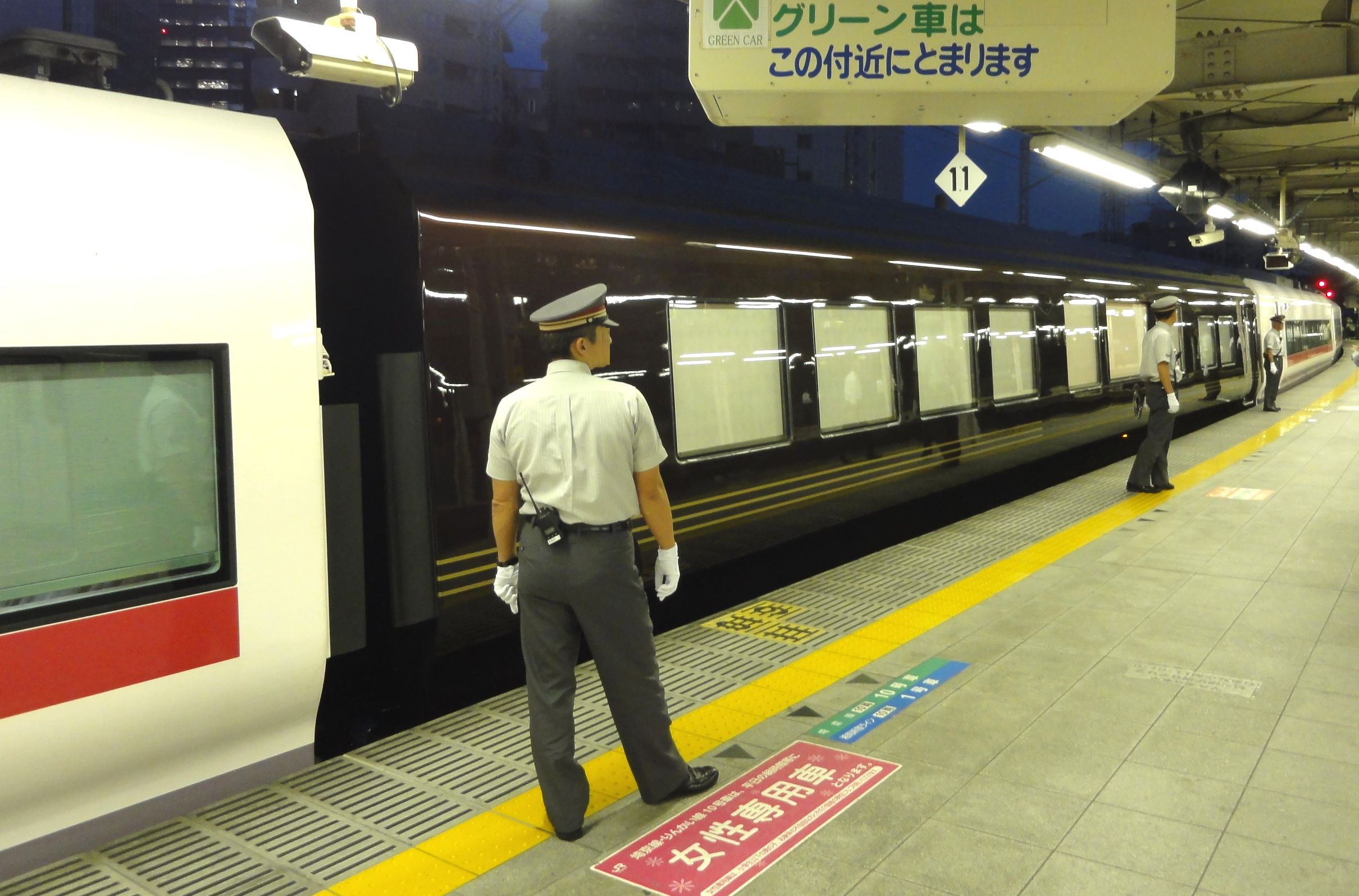
E655-1（編成組成）

いわき方制御付随車。空気圧縮機などを搭載する。
- クハE656形（T'c）

上野方制御付随車。トイレ・洗面所を備え、空気圧縮機などを搭載する。
- サロE657形（Ts）

中間付随車でグリーン車。トイレ・洗面所・車椅子対応設備・多目的室・飲食店営業許可にも対応した車内販売準備室を備える。
- サハE657形（T1）

中間付随車。空気圧縮機を搭載する。
- クハE656形
- モハE657形200番台
- モハE656形200番台
- サハE657形
- サロE657形
- モハE657形100番台
- モハE656形100番台
- モハE657形0番台
- モハE656形0番台
- クハE657形
- E655-1（編成組成）

## 編成表
|                 | ← 品川水戸・いわき・仙台 → |                   |                   |                 |                                              |                   |                   |                 |                 |                 |
|                 |                            |                   |                   |                 |                                              |                   |                   |                 |                 |                 |
| 号車            |                            |                   |                   |                 |                                              |                   |                   |                 |                 |                 |
| 1               | 2＜                        | 3                 | 4                 | 5               | 6＜                                          | 7                 | 8＜               | 9               | 10              |                 |
| 形式            | クハE656-0 (Tc')           | モハE657-200 (M1) | モハE656-200 (M2) | サハE657-0 (T1) | サロE657-0 (Ts)                              | モハE657-100 (M1) | モハE656-100 (M2) | モハE657-0 (M1) | モハE656-0 (M2) | クハE657-0 (Tc) |
| 搭載機器        | CP,BT                      | MTr,CI            | CI,SIV            | BT,CP           | BT                                           | MTr,CI            | CI,SIV            | MTr,CI          | CI,SIV          | CP,BT           |
| 空車車両重量(t) | 36.1                       | 41.4              | 40.0              | 31.1            | 34.1                                         | 41.4              | 40.0              | 41.4            | 40.0            | 34.8            |
| 車両定員        | 44人                       | 68人              | 64人              | 72人            | 30人                                         | 66人              | 64人              | 68人            | 64人            | 60人            |
| 車内設備        | 運転室 WC                  |                   | WC                |                 | 車椅子席 多目的室 車椅子WC 車掌室 車販準備室 | 車椅子席          | WC                |                 | WC              | 運転室          |

凡例
- CI：主変換装置
- MTr：主変圧器
- SIV：補助電源装置
- CP：空気圧縮機、BT：蓄電池
- ＜：集電装置（シングルアーム）
- WC：トイレ

## 車歴表
特記ない限りは2024年（令和6年）10月1日時点の情報を示す。
- 製造…近車：近畿車輛、日立：日立製作所笠戸事業所、総車：総合車両製作所、横浜：総合車両製作所横浜事業所
- 配置…勝田：勝田車両センター

| 編成番号 | 製造                             | 新製日         | 落成配置 | 座性表示システム | 前面FPR強化工事 | 塗色変更                            | 備考 | 出典   |
| -------- | -------------------------------- | -------------- | -------- | ---------------- | --------------- | ----------------------------------- | ---- | ------ |
| K1       | 1 - 5号車：近車 6 - 10号車：日立 | 2011年5月27日  | 勝田     | 2015年1月29日    | 2015年11月13日  | 2023年6月8日 ブルーオーシャン       |      | [ 18 ] |
| K2       | 1 - 5号車：近車 6 - 10号車：日立 | 2011年10月19日 | 勝田     | 2015年2月10日    | 2015年12月5日   | 2023年4月27日 イエロージョンキル    |      | [ 18 ] |
| K3       | 近車                             | 2011年11月18日 | 勝田     | 2015年2月5日     | 2015年12月5日   | 2023年9月27日 オレンジパーシモン    |      | [ 18 ] |
| K4       | 日立                             | 2011年12月23日 | 勝田     | 2015年2月12日    | 2015年7月31日   |                                     |      | [ 18 ] |
| K5       | 近車                             | 2012年1月19日  | 勝田     | 2015年2月9日     | 2015年8月21日   |                                     |      | [ 18 ] |
| K6       | 日立                             | 2012年1月26日  | 勝田     | 2015年2月24日    | 2015年9月11日   |                                     |      | [ 18 ] |
| K7       | 近車                             | 2012年4月11日  | 勝田     | 2015年2月4日     | 2015年3月27日   |                                     |      | [ 18 ] |
| K8       | 日立                             | 2012年2月24日  | 勝田     | 2015年2月19日    | 2015年10月2日   |                                     |      | [ 18 ] |
| K9       | 総車                             | 2012年8月27日  | 勝田     | 2015年2月26日    | 2015年12月11日  |                                     |      | [ 18 ] |
| K10      | 総車                             | 2012年9月24日  | 勝田     | 2015年2月27日    | 2015年12月18日  |                                     |      | [ 18 ] |
| K11      | 総車                             | 2012年10月29日 | 勝田     | 2015年2月13日    | 2015年11月20日  |                                     |      | [ 18 ] |
| K12      | 日立                             | 2012年6月21日  | 勝田     | 2015年2月20日    | 2016年1月20日   | 2023年2月6日 スカーレットブロッサム |      | [ 18 ] |
| K13      | 近車                             | 2012年8月10日  | 勝田     | 2015年2月25日    | 2016年2月5日    |                                     |      | [ 18 ] |
| K14      | 近車                             | 2012年9月7日   | 勝田     | 2015年2月18日    | 2016年1月22日   |                                     |      | [ 18 ] |
| K15      | 近車                             | 2012年10月12日 | 勝田     | 2015年2月17日    | 2016年2月19日   |                                     |      | [ 18 ] |
| K16      | 近車                             | 2012年11月18日 | 勝田     | 2015年2月6日     | 2015年10月23日  |                                     |      | [ 18 ] |
| K17      | 横浜                             | 2014年9月7日   | 勝田     | 2015年2月23日    | 2016年2月26日   | 2022年12月22日 グリーンレイク       |      | [ 18 ] |
| K18      | 横浜                             | 2019年11月14日 | 勝田     | 新製時           | 新製時          |                                     |      | [ 18 ] |
| K19      | 横浜                             | 2019年12月12日 | 勝田     | 新製時           | 新製時          |                                     |      | [ 18 ] |

## 運用
全編成が勝田車両センターに所属している。常磐線特急「ひたち」「ときわ」を中心に、品川駅・上野駅 - 土浦駅・勝田駅・高萩駅・いわき駅・仙台駅間で運用される。
2015年（平成27年）3月14日のダイヤ改正より常磐線の特急列車は速達タイプの列車が「ひたち」に、停車タイプの列車が「ときわ」に改称された。また、同日の上野東京ライン開業に伴い、日中の列車を中心に品川駅発着となった。
2019年（令和元年）7月5日、JR東日本は不通となっていた富岡駅 - 浪江駅間を2020年（令和2年）3月14日ダイヤ改正に復旧し、常磐線全線で運転再開することに合わせて本系列を2編成増備し、品川駅・上野駅 - 仙台駅間で特急「ひたち」を運行する計画であることが公表された。その後、2020年（令和2年）3月14日ダイヤ改正より、特急「ひたち」3往復が仙台駅に乗り入れを再開し、同時にいわき駅以北での運用が開始された。
2022年（令和4年）12月22日より、2023年（令和5年）10月から12月にかけて行われる茨城ディスティネーションキャンペーンを記念して、かつて活躍していたE653系の塗装のリメイクを順次実施。2022年（令和4年）12月22日付けでK17編成が「グリーンレイク（緑色）」に、2023年（令和5年）2月6日付けでK12編成が「スカーレットブロッサム（赤色）」、2023年（令和5年）4月27日付けでK2編成が「イエロージョンキル（黄色）」に、2023年（令和5年）6月8日付けでK1編成が「ブルーオーシャン（青色）」に、2023年（令和5年）9月27日付けでK3編成が「オレンジパーシモン（橙色）」に、それぞれ塗装変更された。

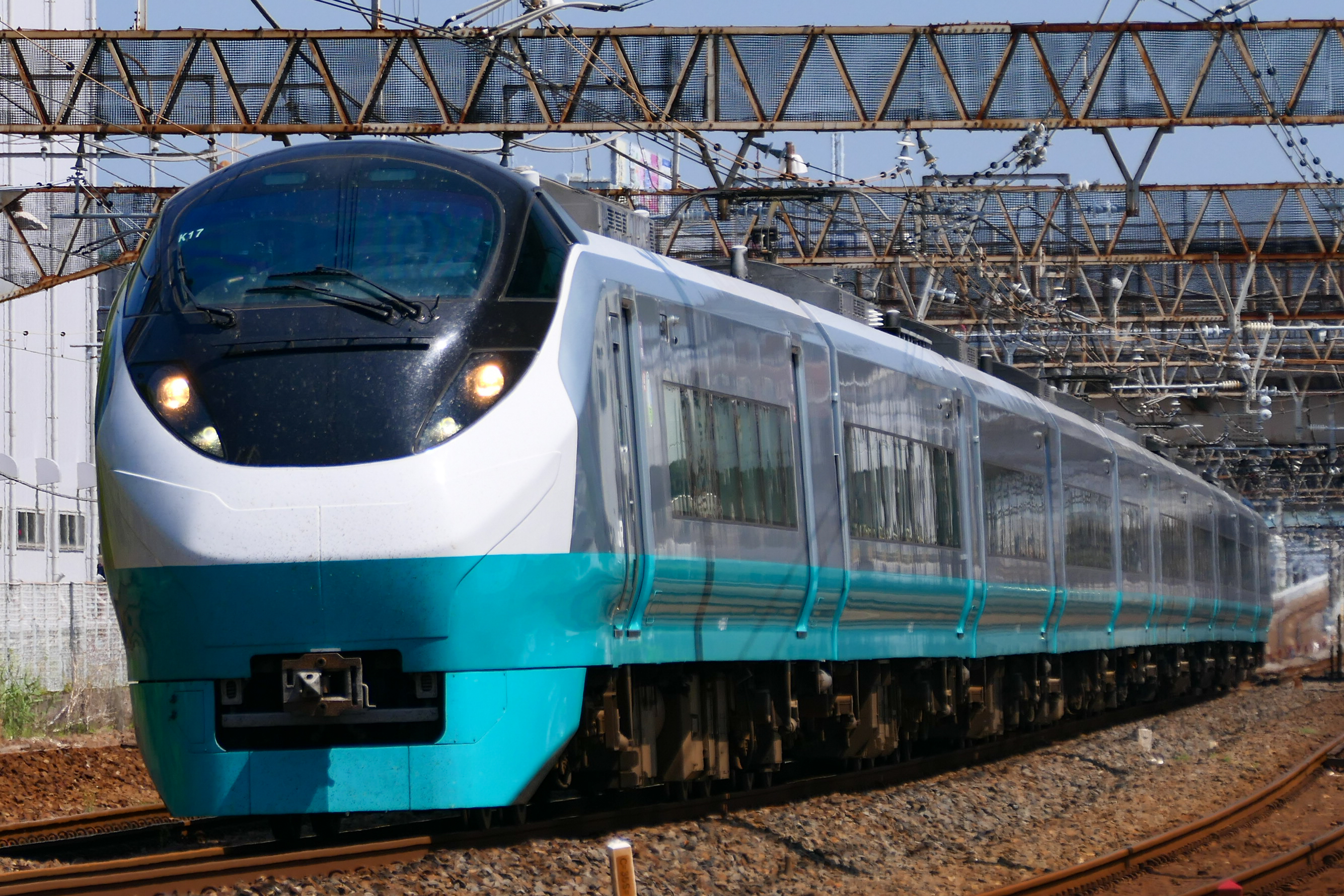
グリーンレイク塗装のK17編成
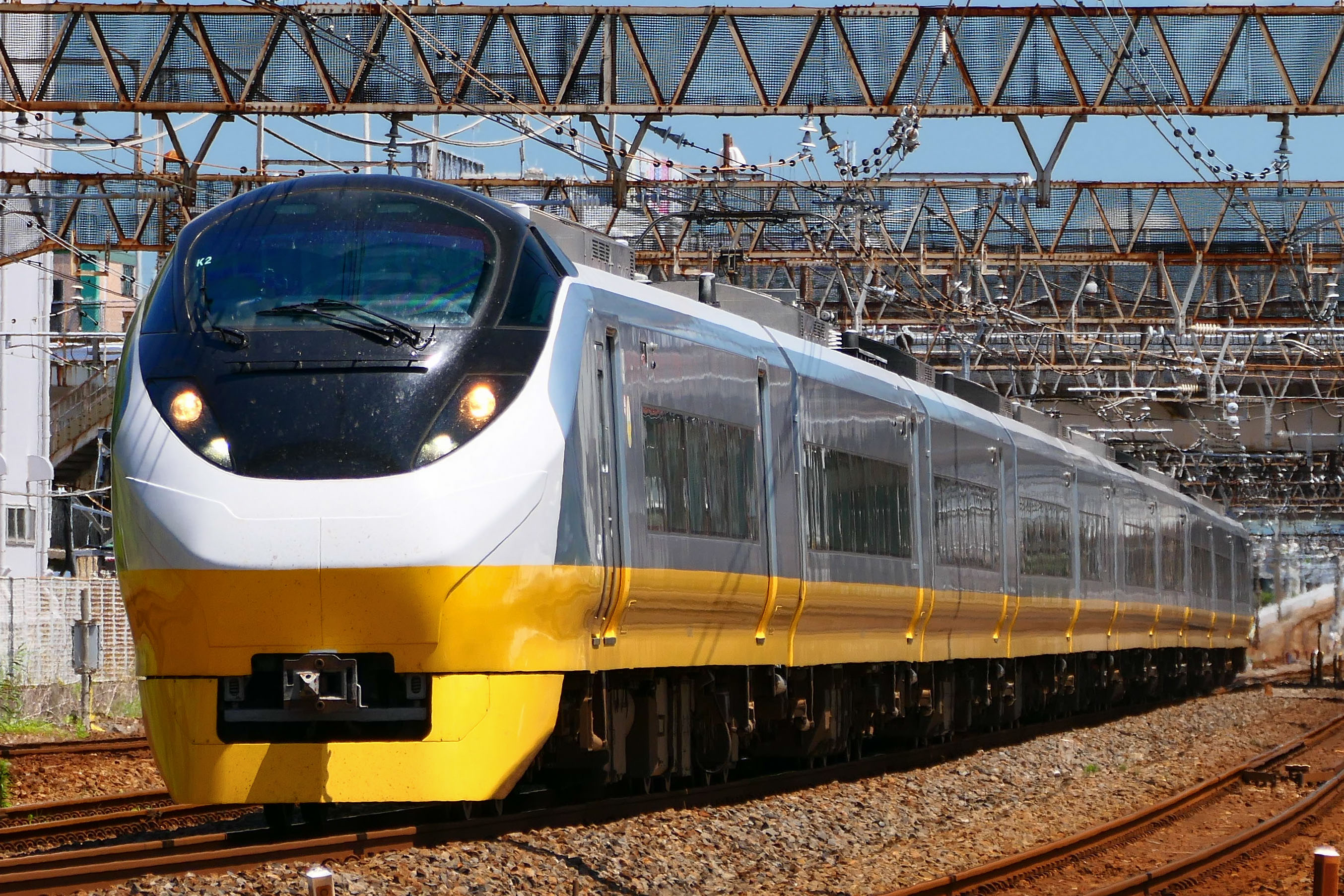
イエロージョンキル塗装のK2編成
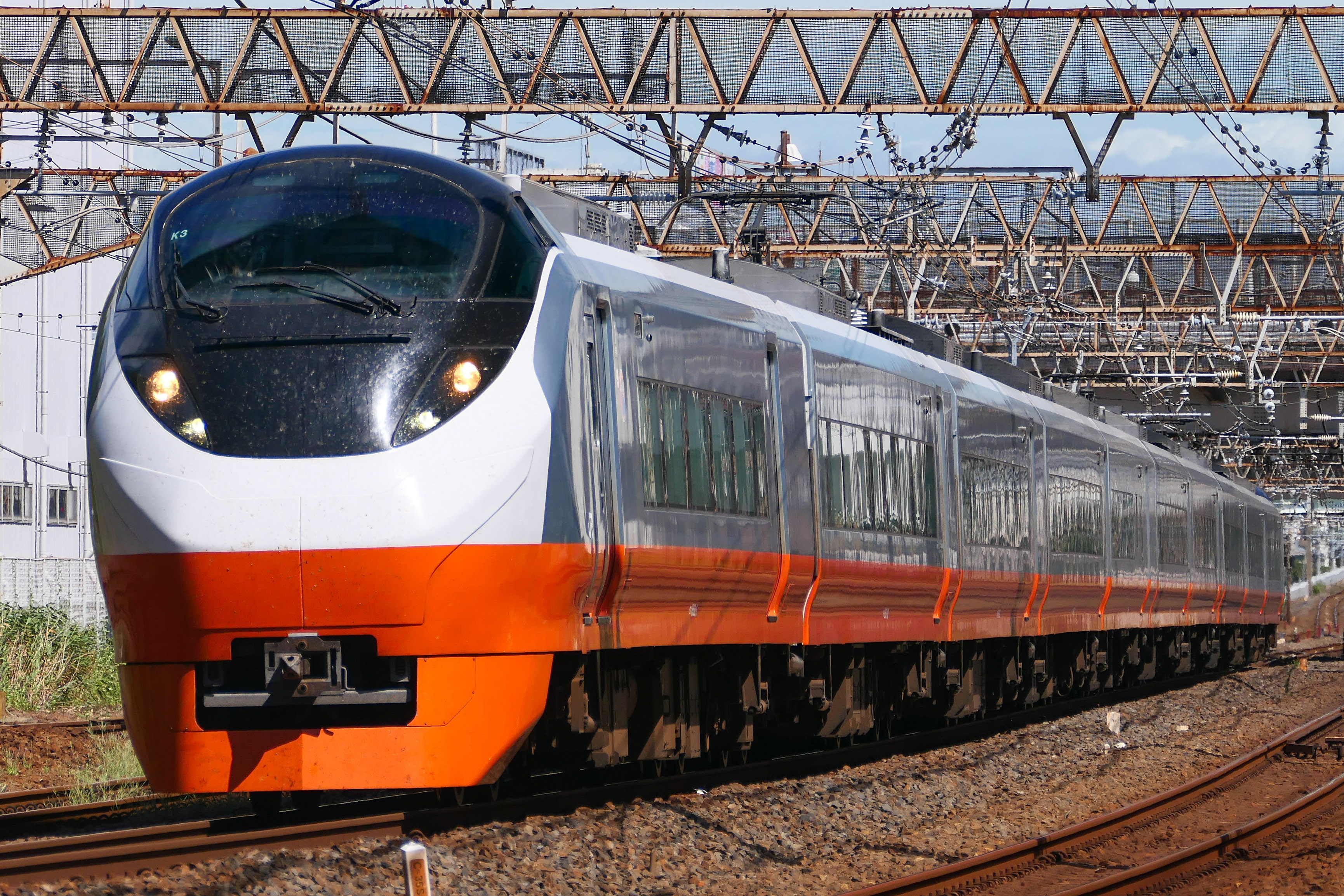
オレンジパーシモン塗装のK3編成
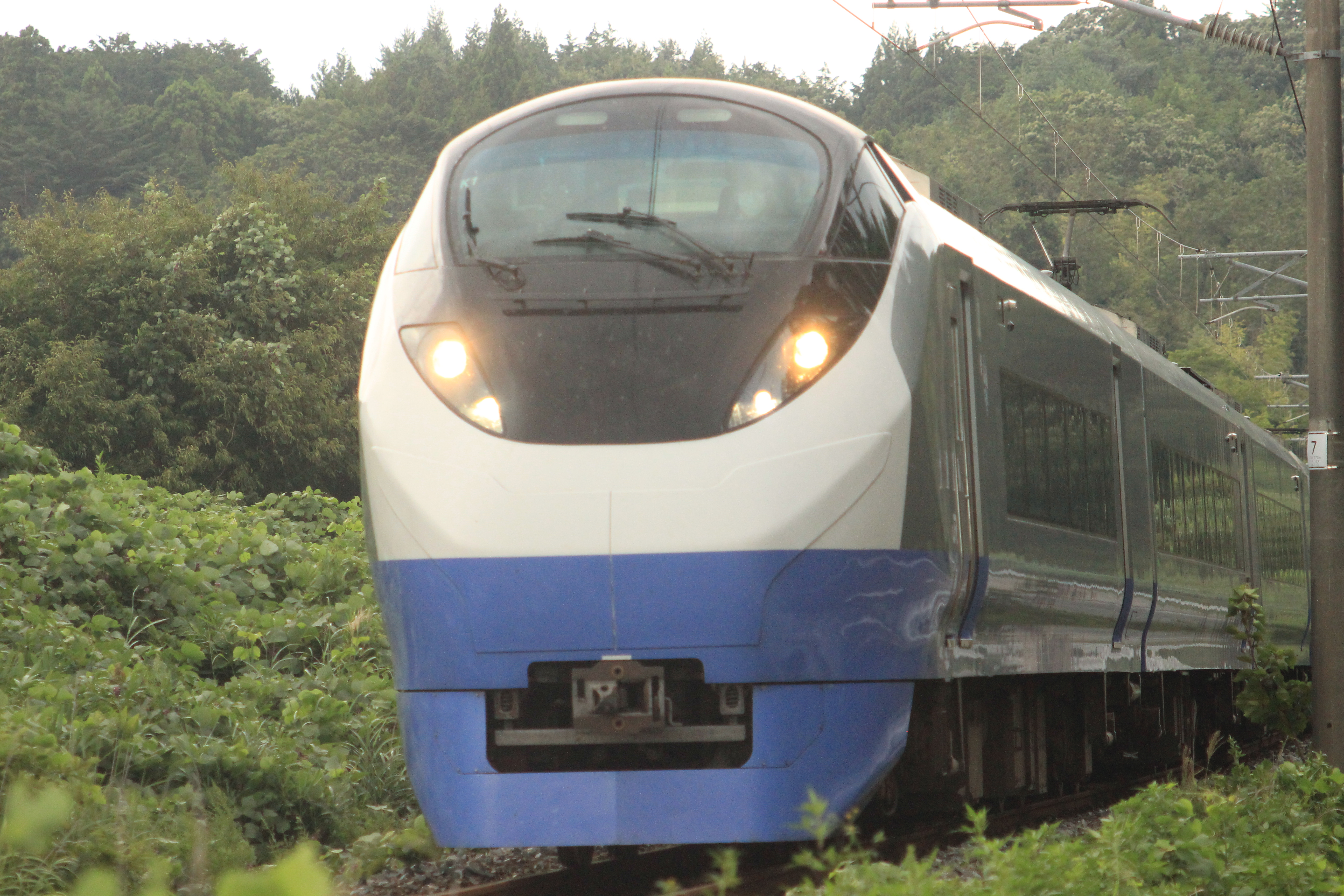
ブルーオーシャン塗装のK1編成
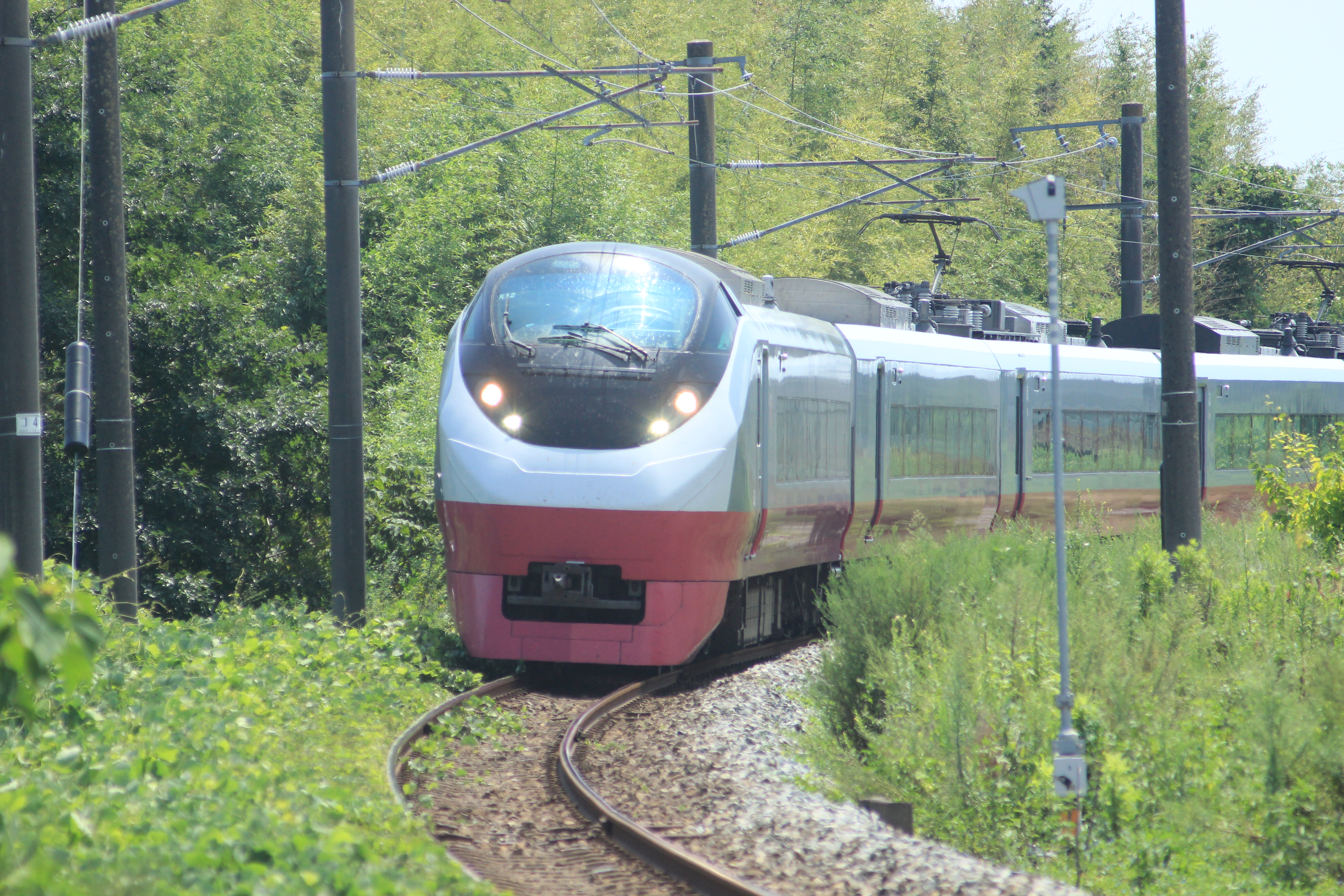
スカーレットブロッサム塗装のK12編成

2023年（令和5年）・2024年（令和6年）8月10日には、臨時特急「伊東按針祭花火大会」3・4号（東京駅 - 伊東駅間）に本形式が使用され、営業運転で神奈川県・静岡県に入線した。

### 付記
当初の計画では、2012年（平成24年）春のダイヤ改正で輸送体系を変更し、いわき駅で特急の系統を分割するとしていた。当初は上野駅 - いわき駅間の特急列車は本系列と651系での運転とし、2012年（平成24年）秋ごろに本系列に統一される予定であった。また、いわき駅 - 仙台駅間は新設する特急列車（いわき駅同一ホームで接続）をE653系で運転する予定であった。
しかし、2011年（平成23年）3月に発生した東北地方太平洋沖地震（東日本大震災）による津波被害や東京電力福島第一原子力発電所事故による放射能汚染の影響により常磐線自体の復旧のめどが立たなくなったため、一部復旧したいわき駅以北の区間においても特急列車の運転も休止、計画自体も未定となった。このため、転出予定だったE653系は当初の予定から変更され、引き続き上野駅 - 勝田駅・いわき駅間で「フレッシュひたち」の運用に就くことになった。E657系への置換完了時期は「2012年秋」から「2012年度中」に変更となり、最終的には2013年（平成25年）3月16日のダイヤ改正で実施された。後に、E653系は常磐線内での波動用運用を経て上越地区の485系置き換えに転用され、上野駅 - 仙台駅間の全線で本形式が運用される形となった。

## 今後の予定
JR東日本は2025年6月10日に、本形式1編成10両を改造し「新たな夜行特急列車」として2027年春季に運行を開始することを発表した。
運行区間は首都圏から北東北などを結ぶ予定で、乗車定員は120人程度となる。車内設備は1･10号車にプレミアムグリーン個室（1･2人用）、2 - 4号車および6 - 9号車にグリーン個室（1･2人用/4人用）、5号車にラウンジや販売スペースを設ける予定で、各個室ソファはフルフラットのベッドスタイルへ転換が可能なほか、6号車に車椅子対応のグリーン個室を2室備える。車体装飾は夜行列車・ブルートレインや変容する夜をイメージし、明るい青「メモリアルブルー」■と濃紺「ミッドナイトホライズン」■をベースに2色の青を繋ぐ白いラインを配し、夜明け前の一瞬の輝き「ブルーモーメント」を表現したものとなる。車両デザインは内外装ともにJR東日本建築設計が担当している。